# Милош Паунковић
Паунковић Милош (Баново Поље, Мачва, 2. август 1902 – Београд, априла 1941) био је српски глумац. 

## Биографија
Потекао је из учитељске породице. Завршио је 1921. гимназију у Шапцу, где је од 1918. наступао у Дилетантском позоришту Шабачке гимназије. Једно време је студирао на Правном факултету у Београду, међутим, тамо завршио Глумачко-балетску школу 1925. године. У међувремену је глумио у Подрињском повлашћеном позоришту Душана Животића 1921. године и у Академском позоришту у Београду 1922. године. Одмах испољивши таленат, почиње да ради као привремени члан и стални статиста у београдском Народном позоришту Тамо је запослен од 1930. до 1935. 
Такође је био члан новосадског Српског народног позоришта у сезони 1933/34, а од сезоне 1935/36. је ангажован најпре у Народном позоришту на Цетињу, па у путујућим позориштима Добрице Раденковића, Николе Динића, Јевте Душановића и поново Народном позоришту у Београду до смрти – почетком рата.

## Карактеристике
Био је глумац лепе појаве, прецизан у еманацији осећања и однеговане дикције.  Интелигентан и темпераментан, обдарен нарочито за карактерне улоге, истицао се драмским и комичним ликовима особито у домаћем репертоару.
Као председник Удружења глумаца радио је активно на решавању социјалних питања сценских уметника. Живот је окончао под нерасветљеним околностима – нађен је утопљен у Дунаву.

## Значајније улоге
- Сава Мишић - Госпођа министарка, Бранислав Нушић

- Никола - Београд некад и сад, Бранислав Нушић

- Митке - Коштана, Бора Станковић

- Станко - Кањош Мацедоновић, Стефан Митров Љубиша

- Професор Жич - Мирослав Фелдман

- Ча-Марко - Мара Ђорђевић Малагурска, Манде Војнић

- Јаго -Отело, Вилијам Шекспир

- Мерикур - Маркаде, Оноре де Балзак

- Пањин - Патриот, Алфред Нојман[1]

- Панта - Сеоска лола, Исидор Бајић

- Јован Томић - Три Станковића, Миливој Предић[2]